# Strada Gothica
Lo Strada Gothica è stato un ro-ro, operativo per la compagnia di navigazione italiana Strade Blu e di proprietà della Corsica Ferries - Sardinia Ferries dal 2008 al 2012.

## Servizio
Varato il 27 giugno 1974 nel cantiere navale Framnäs Mekaniske Verksted di Sandefjord con il nome di Melbourne Trader e consegnato il 22 gennaio 1975 alla Australian Shipping Commission, prende servizio nello stesso anno nei collegamenti tra Queensland, Sydney e la Tasmania.
Nel marzo del 1988 viene venduto Bulk Enterprise Ltd Valletta e, ribattezzato Railro 2, viene subito girato in noleggio alla Elbe-Humber RoRo Line, dalla quale viene impiegato nei collegamenti tra Cuxhaven e Immingham.
Terminato il noleggio, nello stesso anno viene venduto alla Stena Line, dalla quale viene ribattezzato Stena Project. Successivamente,  viene noleggiato alla Cotunav e, ribattezzato Monawar L, prende servizio nei collegamenti tra Marsiglia e Tunisi.
Nell'ottobre del 1990 viene sottoposto a lavori di ampliamento nel cantiere navale Flensburger Schiffbau-Gesellschaft di Flensburgo, durante i quali viene ribattezzato Stena Gothica.
Terminati i lavori, viene noleggiato alla Tor Line, dalla quale viene impiegato nei collegamenti tra Göteborg, Immingham, Rotterdam e Gand.
Il 2 aprile 2002, durante l'ingresso ad Immingham, entra in collisione con la diga foranea, causando uno squarcio di circa 4 metri sulla fiancata, tramite il quale iniziò ad imbarcare acqua, incilinandosi di circa 15º. Il giorno successivo salpa per Landskrona, dove viene riparato.
Nell'aprile del 2004 termina il noleggio per DFDS Tor Line ed il 14 aprile salpa da Göteborg per Anversa, dove carica delle auto da trasportare in Africa.
Nel giugno del 2004 viene noleggiato alla Crowley Maritime Transport ed impiegato nei collegamenti tra Fort Lauderdale ed i Caraibi.
Il 27 ottobre 2004 viene venduto alla RoRo Partners Ltd e, ribattezzato Roro Gothica, continua ad operare sulla stessa rotta sotto le insegne della Crowley Maritime.
Nel novembre del 2008 viene venduto all'italiana Strade Blu e, ribattezzato Strada Gothica, prende servizio nei collegamenti merci tra Vado Ligure, Genova, Termini Imerese e la Sardegna. Successivamente, con il rilevamento di Strade Blu da parte del gruppo Forship S.p.A, passa sotto le insegne della Corsica Ferries - Sardinia Ferries.
Nel maggio del 2012 viene venduto per la demolizione ed il 4 giugno successivo giunge ad Aliağa, dove viene spiaggiato due giorni dopo.

## Navi gemelle
- Aegean Star
- Archagelos
- Filippos
- Strada Gigante
- Assi Euro Link
- Ulusoy-6
- Aegean Sky
- Stora Korsnäs Link I
- Taxiarchis